# 아무도 나를 사랑하지 않는다
《아무도 나를 사랑하지 않는다》는 2000년 2월 25일에 MBC에서 방영한 베스트극장이다.

## 줄거리
우경은 뚱뚱하고 못생긴 탓에 대학을 나왔음에도 제대로 취직도 못하고 외딴 모텔에서 카운터 일을 보며 지낸다. 출판사 필기시험에서 우수한 성적을 거두었으나 외모 탓에 조롱을 당하고 낙방한다. 강렬한 분노에 휩싸인 우경은 토크쇼에서 외모에 대한 농담을 일삼던 진행자 배기태에 대한 분노를 느낀다.
인기 탤런트 겸 가수인 지은과 연인 사이인 기태는 정체불명의 전화를 받던 중 교통사고로 중태에 빠져 결국 사망한다. 이로 인해 슬픔에 빠진 지은은 기태와의 사이를 숨기려는 매니저의 노력 중에 실종된다. 우경은 실직의 비참함을 풀기 위한 보복의 수단으로 지은을 선택하여 자신처럼 뚱뚱해지도록 사육시킨다.

## 등장 인물

### 주요 인물
- 정경순 : 전우경 역 (닉네임 코스모스)
- 채정안 : 예지은 역 - 톱스타
- 윤동환 : 진호 역 (닉네임 장수하늘소)
- 이윤석 : 배기태 역 - 토크쇼 진행자

### 그 외 인물
- 박종설 : 우경의 아버지 역
- 김하균 : 예지은의 매니저 역
- 김인수 : 형사 역
- 최용민 : 기자 역
- 정대열
- 박혜정
- 주우 : 잠잘 곳을 찾는 남자 역
- 백종헌 : 교통경찰 역
- 김철기
- 고정민
- 정소영
- 염현희
- 신성희
- 맹세창 : 주유소 꼬마 역

### 특별출연
- 최재혁 : MBS 최혁재 기자 역
- 최율미

| MBC 베스트극장                                            | MBC 베스트극장                                       | MBC 베스트극장                       |
| 이전 작품                                                 | 작품명                                               | 다음 작품                            |
| --------------------------------------------------------- | ---------------------------------------------------- | ------------------------------------ |
| 엘리베이터에 낀 그 남자는 어떻게 되었나 (2000년 2월 18일) | 아무도 나를 사랑하지 않는다 (393회, 2000년 2월 25일) | 내겐 너무 이쁜 당신 (2000년 3월 3일) |